# Txérnikov
Txérnikov - Черников (rus) - és un khútor del krai de Krasnodar, a Rússia. Es troba a les terres baixes de Kuban-Azov, a 20 km al nord-oest del centre de Krasnodar, la capital.
Pertany al municipi de Beriózovi.